# Simon Phillips
Simon Phillips (født 6. februar 1957 i London) er en engelsk jazz- og rock-trommeslager, der har spillet med et hav af kendte bands, bl.a. The Who, Mike Oldfield og Judas Priest. Han er måske i dag mest kendt for sin tid i rockbandet Toto.